# Hannah Humphrey
Hannah Humphrey, född 1745, död 1818, var en brittisk utgivare. 
Hon drev från 1778 en affär för pamfletter på St Martin's Lane i London. Hon var en av de två främsta utgivarna av pamfletter i London, under en storhetstid för just tryck och pamfletter. 